# سلاح ضدتانک سبک نسل بعدی
سلاح ضدتانک سبک نسل بعدی (Next Generation Light Anti-tank Weapon به اختصار: NLAW) که در سوئد با نام ربات ۵۷ (آر. بی-۵۷) شناخته می‌شود، یک موشک هدایت‌شونده ضدتانک کوتاه‌بُرد با ویژگی شلیک و بعد هیچ است که در اسکیلستونا و کلسکوگا توسط شرکت سوئدی ساب بوفورس داینامیکس توسعه یافته و در بلفاست توسط شرکت بریتانیایی تالس ایر دیفنس تولید شده‌است. ان‌ال‌ای‌دبلیو که برای استفاده توسط پیاده‌نظام طراحی شده‌است، یک سلاح دوش‌پرتاب و یک‌بار مصرف است و تنها یک‌بار شلیک می‌کند و سپس دور انداخته می‌شود. این سلاح، در حال حاضر توسط نیروهای نظامی بریتانیا، فنلاند، لوکزامبورگ، اوکراین و سوئد استفاده می‌شود.

## بررسی اجمالی
ان‌ال‌ای‌دبلیو در سال ۲۰۰۲ توسعه یافت. این توسعه حاصل یک سرمایه‌گذاری مشترک بین بریتانیا و سوئد بود. تخمین زده شده‌است که نیروهای مسلح بریتانیا به بیش از ۲۰٬۰۰۰ قبضه از این سلاح نیاز دارد. هر قبضه ان‌ال‌ای‌دبلیو حدود ۲۰ سال عمر مفید دارد. در دسامبر ۲۰۰۷، فنلاند سفارش تعداد نامعلومی از این سلاح را ثبت کرد. فنلاند مجدد در دسامبر ۲۰۰۸، تعداد نامعلوم دیگری از این سلاح را سفارش داد.
ان‌ال‌ای‌دبلیو یک سیستم پرتاب نرم است که به پیاده‌نظام اجازه می‌دهد از داخل یک فضای بسته شلیک کند. در این سیستم، موشک ابتدا با استفاده از یک اشتعال ضعیف، از پرتاب‌گر شلیک می‌شود و پس از این‌که موشک چندین متر را طی کرد و از کاربر فاصله گرفت، موشک اصلی آن مشتعل می‌شود و موشک را از آن‌جا به سمت هدف به حرکت درمی‌آورد. هدایت موشک نیز با استفاده از روش هدایت خط دید پیش‌بینی‌شده (PLOS) انجام می‌شود.
برای شلیک به یک هدف متحرک، کاربر به مدت سه ثانیه ردیابی را حفظ می‌کند و از این طریق، به سیستم الکترونیکی هدایت موشک برای محاسبهٔ سرعت زاویه‌ای کمک می‌کند. پس از آن، موشک به‌طور مستقل به سمت هدف پرواز می‌کند و با توجه به داده‌های به‌دست‌آمده در مرحلهٔ ردیابی، اصلاحات لازم را انجام می‌دهد. در نظر گرفتن بُرد تا هدف برای کاربر ضروری نیست و پس از شلیک، موقعیت موشک در مسیر خود، صرف‌نظر از بُرد، همیشه با هدف منطبق است.

این سیستم قابل حمل کوتاه‌بُرد، شلیک و بعد هیچ در سال ۲۰۰۹ با عنوان سلاح ضدتانک سبک نسل بعدی وارد خدمت شد تا جایگزین سیستم ال‌ای‌دبلیو ۸۰ موجود در نیروی زمینی بریتانیا شود. برای دوره‌ای که ان‌ال‌ای‌دبلیو هنوز تحویل بریتانیا نشده بود، از سلاح ضدتانک سبک ای‌تی ۴ به‌عنوان جایگزین موقتی ال‌ای‌دبلیو ۸۰ استفاده شد. تحویل ان‌ال‌ای‌دبلیو در دسامبر ۲۰۰۹ آغاز شد. 

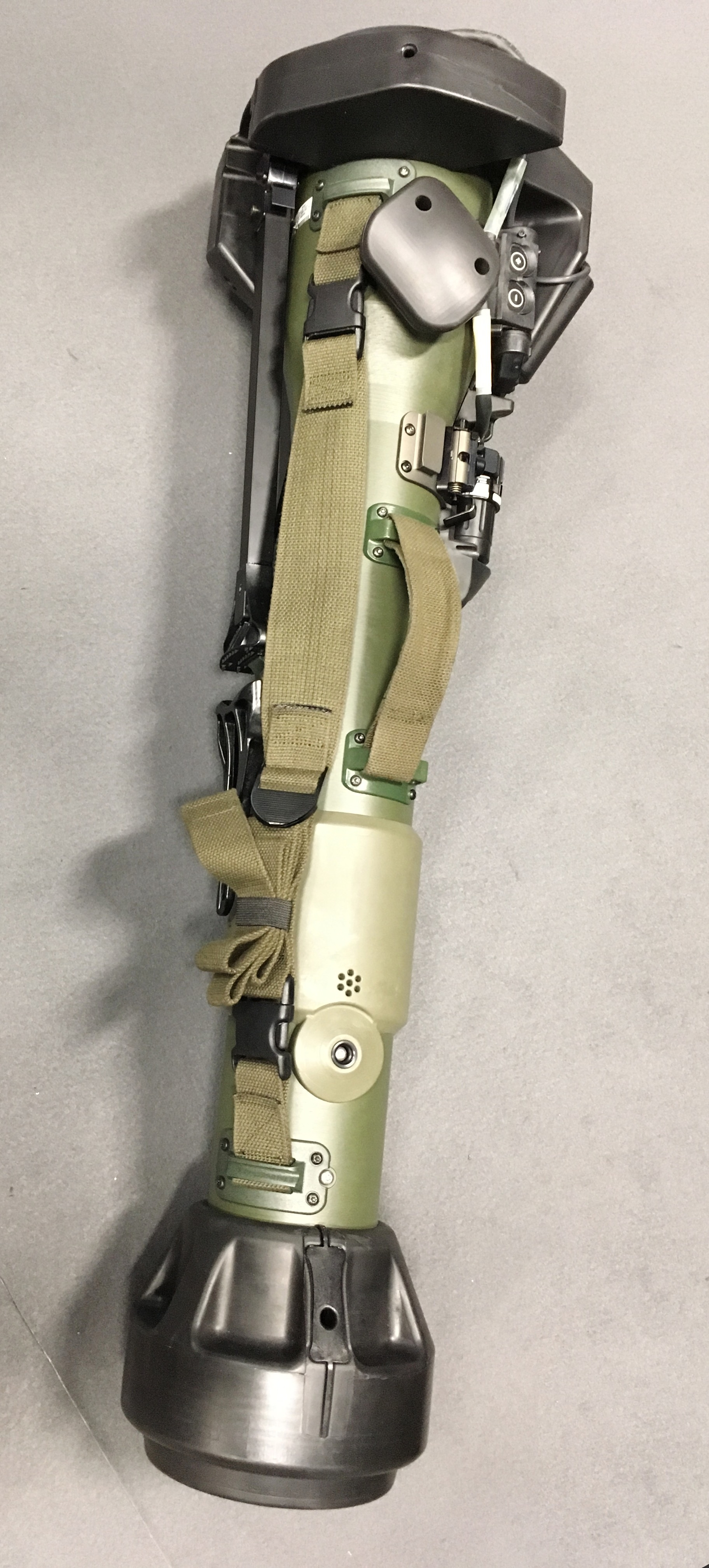
یک موشک‌انداز ان‌ل‌ای‌دبلیو

## پیشینهٔ رزمی

### جنگ روسیه و اوکراین
پیش از تشدید مداخله نظامی روسیه در اوکراین که در ادامه منجر به تهاجم روسیه به اوکراین در سال ۲۰۲۲ شد، بریتانیا ۲٬۰۰۰ سامانهٔ ان‌ال‌ای‌دبلیو را به اوکراین فرستاد تا نیروهای مسلح اوکراین را تقویت کند. در پی گزارش‌هایی مبنی بر موفقیت بسیار زیاد این سلاح در برابر خودروهای زرهی نیروهای روسیه، ارتش اوکراین، ارسال تعدادی دیگر از این سلاح را درخواست کرد و حداقل ۱۰۰ قبضهٔ دیگر نیز توسط لوکزامبورگ، به اوکراین داده شد. نیروهای اوکراینی گزارش دادند که ان‌ال‌ای‌دبلیوها نسبت به تجهیزات استاندارد خود که مربوط به دوران شوروی هستند، آسیب بسیار بیشتری را به خودروهای زرهی روسی وارد کردنده‌اند.

## ویژگی‌های فنی
- وزن: ۱۲٫۵ کیلوگرم
- طول: ۱٫۰۱۶ متر
- کالیبر: ۱۱۵/۱۵۰ میلی‌متر[۳]
- سرعت شلیک:
  - اولیه: ۴۰ متر بر ثانیه

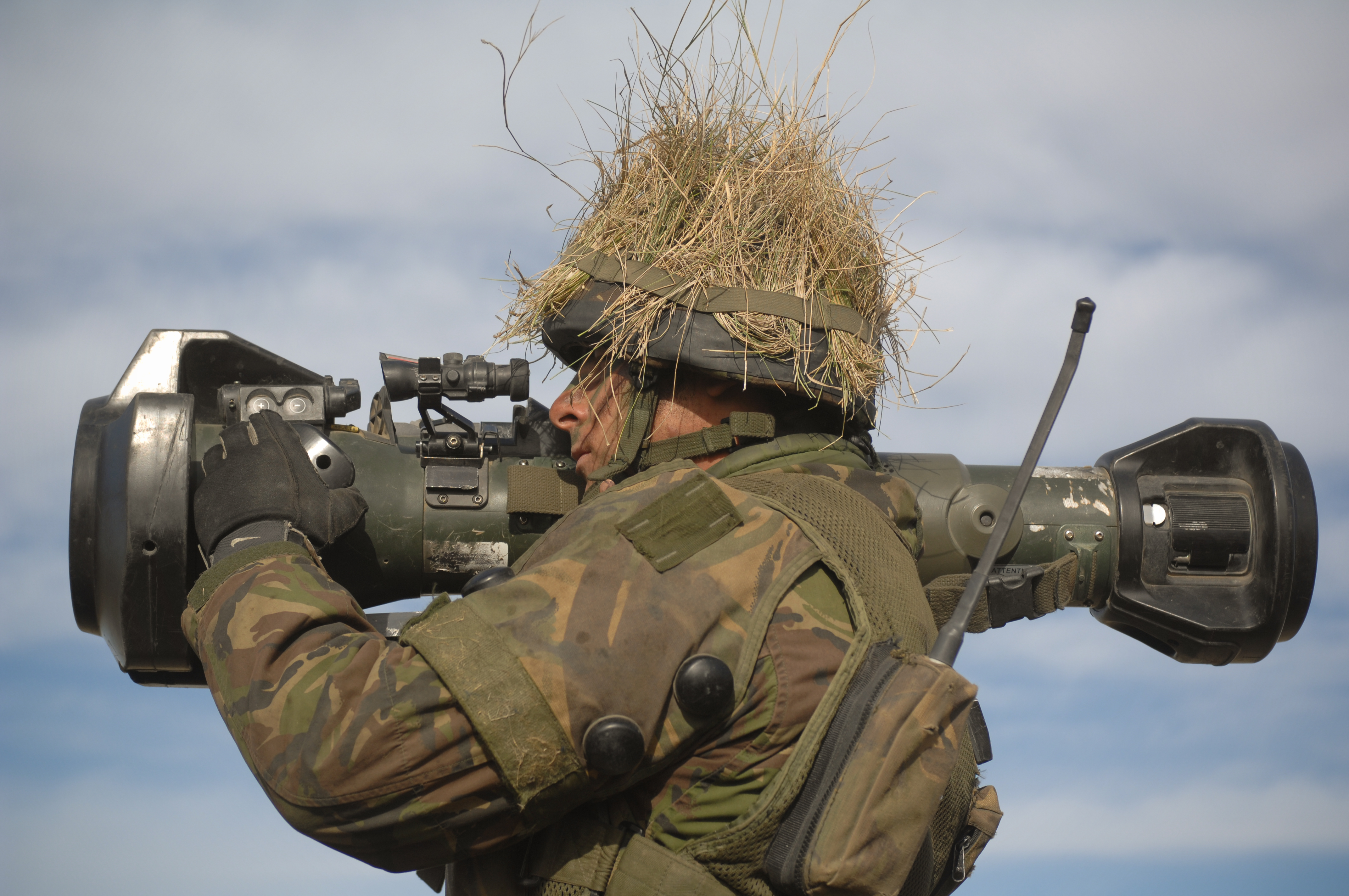
سربازی در حال تمرین هدفگیری با ان‌ل‌ای‌دبلیو

  - حداکثر: ۲۰۰ متر بر ثانیه (۰٫۷ ماخ)
- محدوده: ۲۰–۸۰۰ متر
- هدایت موشک: خط دید پیش‌بینی‌شده (PLOS)/ هدایت اینرسیایی
- کلاهک: حمله ترکیبی از بالا/مستقیم
- هزینه: تقریباً ۲۰٬۰۰۰ پوند (۲۰۰۸) یا ۶۷٬۷۰۰ دلار (شامل هزینه فشنگ)[۱۱]
- دمای عملیاتی: -۳۸ تا +۶۳ درجه سانتی‌گراد

## کاربران

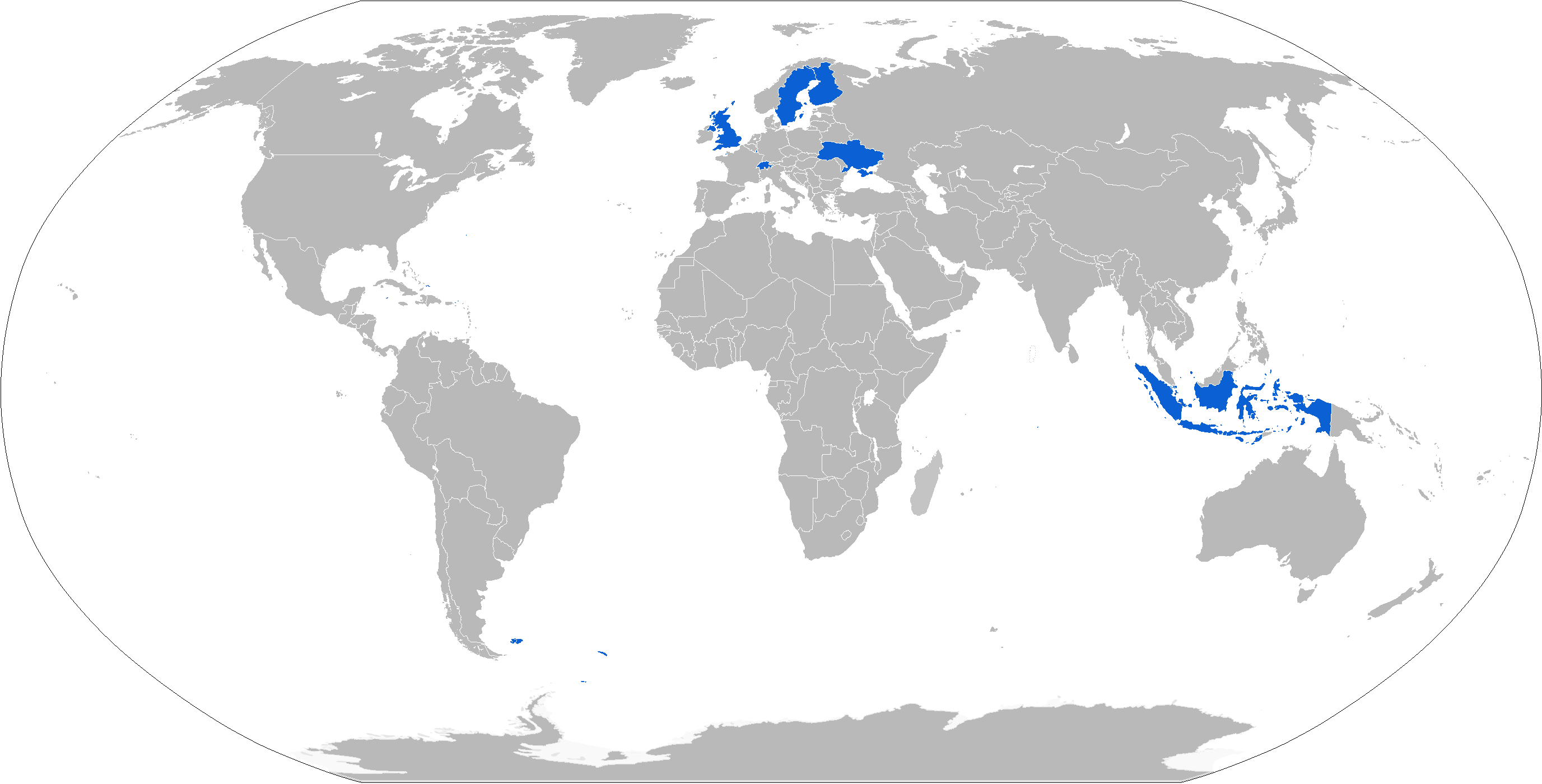
نقشهٔ کاربران ان‌ل‌ای‌دبلیو به رنگ آبی

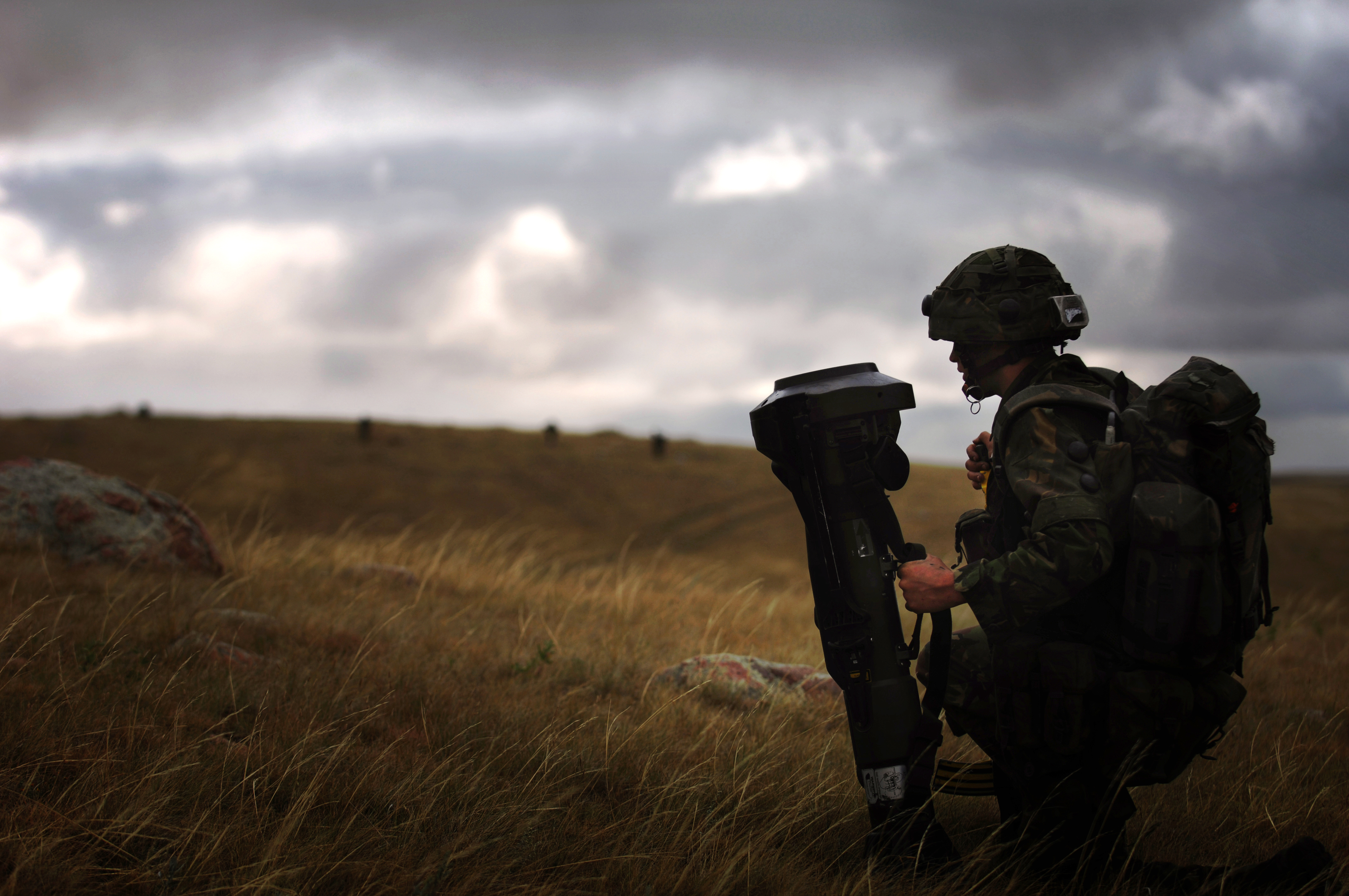
یک سرباز بریتانیایی با یک ان‌ل‌ای‌دبلیو

- فنلاند: در سال ۲۰۰۷، قراردادی به مبلغ ۳۸ میلیون یورو برای تعداد اعلام‌نشده‌ای از این سیستم، امضا کرد[۱۲][۱۳]
- اندونزی: ۶۰۰ قبضه دریافت کرد[۱۴]
- لوکزامبورگ[۱۵]
- مالزی: فعال در نیروی زمینی مالزی[نیازمند منبع]
- عربستان سعودی: فعال در نیروی زمینی عربستان [نیازمند منبع]
- سوئد: فعال با عنوان آر. بی-۵۷[۱۶]
- سوئیس: در سال ۲۰۱۷ سفارشی ثبت کرد و تحویل سلاح، از ۲۰۱۸ آغاز شد[۱۷]
- اوکراین: تا ۱۹ ژانویهٔ ۲۰۲۲ و در آستانهٔ حمله روسیه به اوکراین، تعداد ۲۰۰۰ قبضه توسط بریتانیا در اختیار اوکراین قرار گرفت.[۲][۶] ۱۰۰ قبضهٔ دیگر نیز پس از حملهٔ روسیه توسط لوکزامبورگ به اوکراین داده شد[۱۸]
- بریتانیا: NLAW در سال ۲۰۰۲ برای نیروی زمینی بریتانیا، برگزیده شد و تحویل موشک‌ها از ۲۰۰۹ آغاز شد